# În căutarea Tărâmului de Nicăieri
În căutarea Tărâmului de Nicăieri (în engleză Finding Neverland) este un film dramatic și biografic⁠(d) din 2004 regizat de Marc Forster⁠(d) în baza unui scenariu de David Magee⁠(d). Acesta este influențat de piesa de teatru The Man Who Was Peter Pan din 1998 de Allan Knee⁠(d). Filmul prezintă povestea dramaturgului J. M. Barrie și relația sa cu familia care l-a inspirat să creeze personajul Peter Pan. Filmul a obținut șapte nominalizări la cea de-a 77-a ediție a Premiilor Oscar, inclusiv la categoriile cel mai bun film, cel mai bun scenariu adaptat și cel mai bun actor pentru Johnny Depp. A câștigat la categoria cea mai bună coloană sonoră.

## Intriga
În 1903, când noua sa lucrare Little Marry este primită cu critici de cititori, Barrie o întâlnește pe văduva Sylvia și pe cei patru fii ai acesteia (George, Jack, Peter și Michael) în Kensington Gardens⁠(d), iar între ei se dezvoltă o relație puternică de prietenie. Acesta se joacă cu ei și devine o figură paternă pentru aceștia. Concomitent, poznele lor creative devin o sursă de inspirație pentru o nouă piesă de teatru despre băieți care nu vor să crească, unul dintre ei fiind numit după tânărul Peter Llewelyn Davies⁠(d). Deși Barrie consideră această familie minunată și înveselitoare, oamenii pun la îndoială relația sa cu familia Llewelyn Davies. Sylvia era văduvă, soțul ei fiind mort de cancer, iar ea crește singură patru băieți. Mary, soția lui Barrie (care divorțează de acesta în cele din urmă), și mama Sylviei, Emma du Maurier, consideră că Barrie își petrece prea mult timp alături de familia Llewelyn Davies. De asemenea, Emma încearcă să-și controleze fiica și nepoții, în special după ce starea de sănătate a Sylviei se înrăutățește din cauza unei boli neidentificate. Barrie continuă să-i însoțească pe aceștia din ce în ce mai des și acele întâmplări îl vor inspira să redacteze o piesă intitulată Peter Pan.
Producătorul Charles Frohman⁠(d) acceptă să pună în scenă Peter Pan, deși este convins că spectatorii din clasa socială superioară nu vor fi impresionați. În seara premierei, Barrie invită copii dintr-un orfelinat din apropiere, iar adulții prezenți sunt încântați de reacțiile lor. Piesa se dovedește a fi un mare succes. Când Peter ajunge singur la teatru, Barrie devine îngrijorat. Pleacă spre casa Sylviei și ratează spectacolul. Peter vizionează piesa, moment în care conștientizează că este despre frații săi și Barrie.
Sylvia este mult prea bolnavă ca să poată participa la premieră, motiv pentru care Barrie pune în scenă o versiune scurtă a piese în casa acesteia. La finalul piesei, Peter Pan indică ușa din spatele casei și sugerează că Sylvia ar trebui să plece în Neverland. Acesta își ia băieții de mână și iese încet din casă. Camera de zi și grădina devin Neverland, iar Sylvia continuă să meargă singură.
În scena următoare, toată lumea participă la înmormântarea Sylviei. Barrie descoperă că testamentul acesteia menționează că băieții ar trebui să rămână în custodia sa și a mamei ei, un aranjament acceptat de amândoi. Scena finală îi prezintă pe J.M. Barrie și Peter pe o bancă în parc, locul în care s-au întâlnit pentru prima dată. Peter își ține în mână cartea cu piesele sale, iar Barrie se așează lângă el și-l îmbrățișează.

## Distribuție
- Johnny Depp - J.M. Barrie
- Kate Winslet - Sylvia Llewelyn Davies⁠(d)
- Dustin Hoffman - Charles Frohman
- Julie Christie -  Emma du Maurier
- Radha Mitchell⁠(d) - Mary Ansell Barrie
- Freddie Highmore - Peter Llewelyn Davies
- Nick Roud - George Llewelyn Davies⁠(d)
- Joe Prospero - Jack Llewelyn Davies⁠(d)
- Luke Spill - Michael Llewelyn Davies⁠(d)
- Ian Hart⁠(d) - Arthur Conan Doyle
- Oliver Fox - Gilbert Cannan⁠(d)
- Mackenzie Crook - Dl. Jaspers
- Kelly Macdonald⁠(d) - Peter Pan
- Angus Barnett⁠(d) - Nana/Dl. Reilly
- Toby Jones - Smee⁠(d)
- Kate Maberly - Wendy Darling
- Matt Green - John Darling
- Catrin Rhys - Michael Darling
- Tim Potter - Captain Hook/George Darling
- Jane Booker - Mary Darling
- Eileen Essell - Dna. Snow
- Jimmy Gardner - Dl.Snow